# Списак португалских краљева
Краљеви Португалије су владали овом државо од успостављања краљевине 1139. године, до њеног укидања и проглашења републике 1910. године.
Владари Португалије потичу од заједничког претка, Афонса I Енрикеса, али нису сви у били његови изравни потомци. Зато је неколико династија владало Португалијом. То су следеће династије:
- Династија Бургунда (1143–1383)
- Династија Авиза (1385-1581)
- Династија Хабзбурга (1581–1640)
- Династија Браганса (1640–1910)
- Династија Браганса-Сакс-Кобург и Гота (1853-1910) оспорено је њена посебност у односу на династију Браганса

## Династија Бургунда (1139–1383)
Династија Бургунда, позната и као афонсинци, основала је Краљевину Португалију. Пре независности Португалије ова династија је владала феудалним војводством Португалијом, делом Краљевства Галиција. Ова династија је владала Португалијом више од два века. Након смрти Фернанда I долази до борбе око престола, јер владавина његове ћерке Беатрисе и њеног мужа Хуана I Кастиљанског оспорена.
| Име владара      | Животни век                                      | Почетак владавине | Крај владавине    | Белешке                                                | Династија | Слика                                                   |
| Афонсо I порт.   | 1109 – 6. децембар 1185. (76 година)             | 25. јул 1139.     | 6. децембар 1185. | родоначелник Краљевине Португалије син војводе Енрикеа | Бургунди  | [[Датотека:Afonso I Henriques de Portugal.jpg \|80п\|]] |
| Санчо I порт.    | 11. новембар 1154 – 26. март 1212. (57 година)   | 6. децембар 1185. | 26. март 1212.    | син Афонса I                                           | Бургунди  | [[Датотека:Sancho I.jpg \|80п\|]]                       |
| Афонсо II порт.  | 23. април 1185 – 25. март 1223. (37 година)      | 26. март 1212.    | 25. март 1223.    | син Санча I                                            | Бургунди  | [[Датотека:AfonsoII-P.jpg \|80п\|]]                     |
| Санчо II порт.   | 8. септембар 1209 – 4. јануар 1248. (38 година)  | 26. март 1223.    | 4. децембар 1247. | син Афонса II                                          | Бургунди  | [[Датотека:SanchoII-P.jpg \|80п\|]]                     |
| Афонсо III порт. | 5. мај 1210 – 16. фебруар 1279. (68 година)      | 4. јануар 1248.   | 16. фебруар 1279. | син Афонса II                                          | Бургунди  | [[Датотека:Afonso III.jpg \|80п\|]]                     |
| Динис I порт.    | 9. октобар 1261 – 7. јануар 1325 (aged 63)       | 6. фебруар 1279   | 7. јануар 1325    | Son of Afonso III                                      | Бургунди  | [[Датотека:Dinis-P.jpg \|80п\|]]                        |
| Афонсо IV порт.  | 8. фебруар 1291 – 28. мај 1357. (66 година)      | 7. јануар 1325.   | 28. мај 1357.     | син Диниса I                                           | Бургунди  | [[Датотека:Afonso IV pt.jpg \|80п\|]]                   |
| Педро I порт.    | 19. април 1320 – 18. јануар 1367. (46 година)    | 8. мај 1357.      | 18. јануар 1367.  | син Афонса IV                                          | Бургунди  | [[Датотека:PedroIpt.jpg \|80п\|]]                       |
| Фернандо I порт. | 31. октобар 1345 – 22. октобар 1383. (37 година) | 18. јануар 1367.  | 22. октобар 1383. | син Педра I                                            | Бургунди  |                                                         |

## Династија Авиз (1385—1580)
Династија Авиза наследила је династију Бургинда на престолу Краљевине Португалије. Оснивач династије је Жоао I, који је био велики мајстор Реда Авиза. Након смрти краља Жоаа II престо је преузео Мануел, војвода од Бежа, пошто Жоао II није имао наследника. Након смрти краља Себастијана I престо је наследио његов рођак Енрике I. Након смрти Енрикеа I долази до борбе око трона јер је Антонио, опат Крата, себе прогласио за краља Антонија I. Легитимитет његове позиције монарха је оспорен.
| Име владара        | Животни век                                       | Почетак владавине                      | Крај владавине                       | Белешке               | Династија | Слика |
| Жоао I порт.       | 11. април 1358 – 14. август 1433. (75 година)     | 6. април 1385.                         | 14. август 1433.                     | ванбрачни син Педра I | Авиз      | [[Датотека:Anoniem - Koning Johan I van Portugal (1450-1500) - Lissabon Museu Nacional de Arte Antiga 19-10-2010 16-12-61.jpg \|80п\|]] |
| Дуарте I порт.     | 31. октобар 1391 – 9. септембар 1438. (46 година) | 14. август 1433.                       | 9. септембар 1438.                   | син Жоаа I            | Авиз      | [[Датотека:Duarte-P.jpg \|80п\|]] |
| Афонсо V порт.     | 15. јануар 1432 – 28. август 1481. (49 година)    | 13. септембар 1438. 15. новембар 1477. | 11. новембар 1477 28. август 1481.   | син Дуартеа I         | Авиз      | [[Датотека:Afonso V.jpg \|80п\|]] |
| Жоао II порт.      | 3. март 1455 – 25. октобар 1495. (aged 40)        | 11. новембар 1477. 28. август 1481.    | 15. новембар 1477. 25. октобар 1495. | син Афонса V          | Авиз      | [[Датотека:Portrait of John II of Portugal.jpg \|80п\|]]                                                                                |
| Мануел I порт.     | 31. мај 1469 – 13. децембар 1521.                 | 25. октобар 1495.                      | 13. децембар 1521.                   | рођак Жоаа II         | Авиз      | [[Датотека:Manuel I.jpg \|80п\|]] |
| Жоао III порт.     | 7. јун 1502 – 11. јун 1557.                       | 13. децембар 1521.                     | 11. јун 1557                         | син Мануела I         | Авиз      | [[Датотека:Joao iii REI.jpg \|80п\|]]                                                                                                   |
| Себастијан I порт. | 20. јануар 1554 – 8. април 1578.                  | 11. јун 1557.                          | 4. август 1578.                      | унук Жоаа III         | Авиз      | |
| Енрике I порт.     | 31. јануар 1512 – 31. јануар 1580. (68 година)    | 4. август 1578.                        | 31. јануар 1580.                     | син Мануела I         | Авиз      | |

## Династија Хабзбурга (1581–1640)
Династија Хабзбурга, позната као филипинци, владала је Португалијом од 1581. до 1640. Владавина је започела избором Фелипе II од Шпаније за Филипеа I Португалског и званичним признањем португалског Кортеса у Томару 1581. Филипе I се заклео да ће владати Португалијом независно од Шпаније, у оквиру персоналне уније познате као Иберијска унија.
| Име владара      | Животни век                         | Почетак владавине   | Крај владавине      | Белешке        | Династија | Слика |
| Филипе I порт.   | 21. мај 1527 – 13. септембар 1598.  | 25. март 1581.      | 13. септембар 1598. | унук Енрикеа I | Хабзбург  |       |
| Филипе II порт.  | 14. април 1578 – 31. март 1621.     | 13. септембар 1598. | 31. март 1621.      | син Филипеа I  | Хабзбург  |       |
| Филипе III порт. | 8. април 1605 – 17. септембар 1665. | 31. март 1621.      | 1. децембар 1640.   | син Филипеа II | Хабзбург  |       |

## Династија Браганса (1640–1910)
Династија Браганса, позната као бригантинци, дошла је на власт 1640, када је Жоао II од Брагансе свргнуо династију Хабзбурга током Португалског рата за независност.
| Име владара       | Животни век                                        | Почетак владавине          | Крај владавине                   | Белешке                  | Династија          | Слика                                                     |
| Жоао IV порт.     | 18. март 1603 – 6. новембар 1656. (53 године)      | 1. децембар 1640.          | 6. новембар 1656.                | чукунунук Мануела I      | Браганса           | [[Датотека:Joao IV.jpg \|80п\|]]                          |
| Афонсо VI порт.   | 21. август 1643 – 12. септембар 1683. (40 година)  | 6. новембар 1656.          | 12. септембар 1683.              | син Жоаа IV              | Браганса           | [[Датотека:Afonso VI, Rei de Portugal.JPG \|80п\|]]       |
| Педро II порт.    | 26. април 1648 – 9. децембар 1706. (58 година)     | 6. новембар 1683.          | 9. децембар 1706.                | син Жоаа IV              | Браганса           | [[Датотека:PedroIIpt.png \|80п\|]]                        |
| Жоао V порт.      | 22. октобар 1689 – 31. јул 1750. (60 година)       | 9. децембар 1706.          | 31. јул 1750.                    | син Педра II             | Браганса           | [[Датотека:John V of Portugal Pompeo Batoni.jpg \|80п\|]] |
| Жозе I порт.      | 6. јун 1714 – 24. фебруар 1777. (62 године)        | 31. јул 1750.              | 24. фебруар 1777.                | син Жоаа V               | Браганса           | [[Датотека:Retrato D. José - Mafra.jpg \|80п\|]]          |
| Марија I порт.    | 17. децембар 1734—20. март 1816.                   | 24. фебруар 1777.          | 20. март 1816.                   | ћерка Жозеа I            | Браганса           | [[Датотека:Rainha D. Maria I, séc. XVIII,.jpg \|80п\|]]   |
| Педро III порт.   | 5. јул 1717 – 25. мај 1786.                        | 24. фебруар 1777.          | 25. мај 1786.                    | муж Марије I син Жоаа V  | Браганса           | [[Датотека:Retrato de D. Pedro III.jpg \|80п\|]]          |
| Жоао VI порт.     | 13. мај 1767 – 10. март 1826. (58 година)          | 20. март 1816.             | 10. март 1826.                   | син Марије I и Педра III | Браганса           | [[Датотека:DomJoãoVI-pintordesconhecido.jpg \|80п\|]]     |
| Педро IV порт.    | 12. октобар 1798 – 24. септембар 1834. (35 година) | 10. март 1826.             | 2. мај 1826.                     | син Жоаа VI              | Браганса           | [[Датотека:DpedroI-brasil-full.jpg \|80п\|]]              |
| Марија II порт.   | 4. април 1819 – 15. новембар 1853. (34 године)     | 2. мај 1826. 26. мај 1834. | 23. јун 1828. 15. новембар 1853. | ћерка Педра IV           | Браганса           | [[Датотека:Maria II Portugal 1829.jpg \|80п\|]]           |
| Мигел I порт.     | 26. октобар 1802 – 14. новембар 1866. (64 године)  | 26. фебруар 1828.          | 6. мај 1834.                     | син Жоаа VI              | Браганса           | [[Датотека:Miguel of Portugal.jpg \|80п\|]]               |
| Фернандо II порт. | 29. октобар 1816 – 15. децембар 1885. (69 година)  | 16. септембар 1837.        | 15. новембар 1853.               | муж Марије II            | Сакс-Кобург и Гота |                                                           |

## Династија Браганса-Сакс-Кобург и Гота (1853—1910)
Династија Браганса-Сакс-Кобург и Гота је последња владајућа династија Португалије. Постојање ове династије као посебне у односу на династију Браганса није најјасније с обзиром да и португалски историчари и да су сами краљеви себе сматрали члановима династије Брагансе а не члановима династије Сакс-Кобург и Гота.
| Име владара     | Животни век                                         | Почетак владавине  | Крај владавине     | Белешке                     | Династија                   | Слика                                                          |
| Педро V порт.   | 16. септембар 1837 – 11. новембар 1861. (24 године) | 15. новембар 1853. | 11. новембар 1861. | син Марије II и Фернанда II | Браганса-Сакс-Кобург и Гота | [[Датотека:PedroV.jpg \|80п\|]]                                |
| Луис I порт.    | 31. октобар 1838 – 19. октобар 1889. (50 година)    | 11. новембар 1861. | 19. октобар 1889.  | син Марије II и Фернанда II | Браганса-Сакс-Кобург и Гота | [[Датотека:LodewijkPortugal.jpg \|80п\|]]                      |
| Карлос I порт.  | 28. септембар 1863 – 1. фебруар 1908. (44 године)   | 19. октобар 1889.  | 1. фебруар 1908.   | син Луиса I                 | Браганса-Сакс-Кобург и Гота | [[Датотека:S.M.F. El-Rei D. Carlos I de Portugal.jpg \|80п\|]] |
| Мануел II порт. | 15. новембар 1889 – 2. јула 1932. (42 године)       | 1. фебруар 1908.   | 4. октобар 1910.   | син Карлоса I               | Браганса-Сакс-Кобург и Гота |                                                                |